# Gording (bouwkunde)

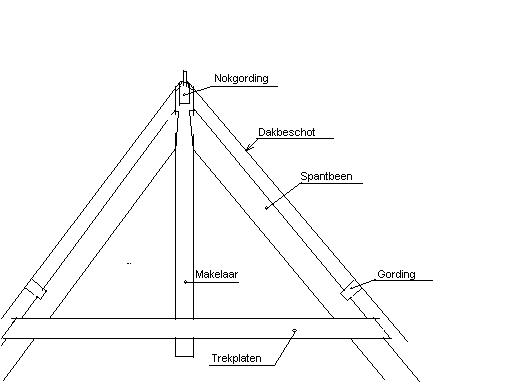
Hollands spant. De trekplaten worden de hanenbalken genoemd.

Een gording is een houten balk of ligger aangebracht in de lengterichting van kap of dak, de twee korte zijden zijn evenwijdig aan het te dragen dakvlak. 
Gordingen dienen voor het dragen van de dakhuid, bestaande uit dakbeschot met de dakbedekking en verdere belastingen zoals wind en sneeuw. Gordingen lopen van spant tot spant of van spant tot muur of andere oplegpunten. Bij houten kappen is de onderlinge afstand van de gordingen zo'n 110 tot 150 cm.
De zwaarte (afmeting) en onderlinge afstand worden bepaald door middel van een berekening, die meestal door een constructeur wordt uitgevoerd. De optredende krachten worden bij de oplegging overgebracht op de onderliggende constructie. 
De naam wordt gebruikt bij zowel houten als stalen dakconstructies.